# Губин Первый
Губин Первый (укр. Губин Перший) — село в Городищенской сельской общине Луцкого района Волынской области Украины.
Код КОАТУУ — 0720881501. Население по переписи 2001 года составляет 449 человек. Почтовый индекс — 45726. Телефонный код — 8-03379. Занимает площадь 15,33 км².